# Лавинский, Антон Михайлович
Анто́н Миха́йлович Лави́нский (1894[…], Сочи — 1968[…], Москва) — советский художник двухмерного и трёхмерного пространства — график, плакатист, дизайнер, сценограф, скульптор, архитектор. Один из основоположников советского рекламного плаката. Наряду с Александром Родченко, Владимиром Маяковским, Варварой Степановой, Сергеем Сенькиным, братьями Стенбергами Лавинский является крупнейшим представителем конструктивизма в советской плакатной графике 1920-х годов. Лавинский одним из первых применил художественный фотомонтаж в плакате.

## Биография
В 1919 году преподавал в Саратовских государственных свободных художественных мастерских. Являлся членом саратовского «Общества художников нового искусства» (Презентисты).
В 1920 году присоединился к созданию «Окон сатиры» РОСТА
В 1924—1927 годах создал ряд знаковых киноплакатов к фильмам «Долина слёз», «Стачка», «Броненосец „Потёмкин“», «Луч смерти», «Крест и маузер», «Бухта смерти», «По закону», «Мисс Менд», «Дом на Трубной» и другим. Ряд киноплакатов создал совместно со своей женой Елизаветой Лавинской.